# Thomas de Quincey
Thomas de Quincey, född 15 augusti 1785 i Manchester, död 8 december 1859 i Edinburgh, var en engelsk författare och intellektuell, främst känd för sin självbiografi En engelsk opieätares bekännelser.

## Liv och verksamhet
Thomas far dog redan som ung, en välbärgad affärsman med ett omfattande litteraturintresse. När sonen Thomas var liten flyttade familjen till landet utanför Manchester, där han växte upp. 1796 skrev hans mor in honom vid King Edward's School i Bath, och flyttade själv med till staden.
Som barn var Thomas de Quincey sjuklig och svag, och tillbringade ungdomen i ensamhet. Modern tog honom ur skolan i Bath efter tre år, och skickade honom till en sämre skola i Winkfield i Wiltshire, för att hon var rädd att han skulle bli tjockskallig. Vid arton års ålder hoppade han av den förberedande klassen för universitetet, och planerade kontakta William Wordsworth vars Lyrical Ballads (1798) berört honom djupt. de Quincey hade emellertid en alltför timid läggning för ett sådant tilltag. Efter flera upprörande händelser, fick han möjlighet av en äldre släkting att bege sig till Wales. Mellan juli och november 1802 levde han som en vägfarare där, men fattigdomen gjorde sig snart påmind och han tvangs låna pengar för att komma till London, där han lånade ännu mera pengar; han svalt hellre än kröp till korset och tiggde hos familjen. Under en lång tid höll han sig gömd från familj och vänner.
Av en tillfällighet hittades han 1803, och skrevs in vid Worcester College i Oxford, men där betraktades han som en främling och fann ingen gemenskap. Vid denna tid började han ta opium, och 1807 lämnade han college utan examen, men stiftade bekantskap med Samuel Taylor Coleridge och William Wordsworth vilket blev avgörande för hans fortsatta liv. På grund av Wordsworth flyttade han till Grasmere i Lake District 1809 och bodde på Dove Cottage som Wordsworth köpt, och som numera är en välbesökt turistattraktion. 1816 gifte sig de Quincey, och började försörja sig som författare.
1821 reste de Quincey till London och blev föreslagen att skriva om sina erfarenheter av opium, vilket han gjorde och publicerade i London Magazine samma år. En engelsk opieätares bekännelser gavs snart ut i bokform och blev en stor succé. Därefter kunde de Quincey hanka sig fram genom att skriva för en mängd tidskrifter. Han övergav dock livet i London och flyttade till en förort till Edinburgh.
Under hela sitt liv drack de Quincey laudanum.
De Quincey kan räknas in bland dekadenter om man vill. Hans litterära inflytande sträcker sig till storheter som Edgar Allan Poe, Fitz Hugh Ludlow och Charles Baudelaire. Ännu på 1900-talet kunde en författare som Jorge Luis Borges uttrycka sin tacksamhet och erkänna de Quinceys betydelse för sitt eget författarskap. Berlioz skrev delvis sin Symphonie Fantastique utifrån just En engelsk opieätares bekännelser, och tog fasta på temat den inre kampen med sig själv.
André Breton tog med ett utdrag ur Om mordet som skön konst i sin personligt hållna antologi om svart humor, Anthologie de l'humour noir (1940).
Ett urval av de Quinceys texter utgavs 2006 i svensk översättning av Arthur Isfelt, som 2019 också utgav en nyöversättning av En engelsk opieätares bekännelser tillsammans med texten Suspiria de Profundis.

## Verk (urval)

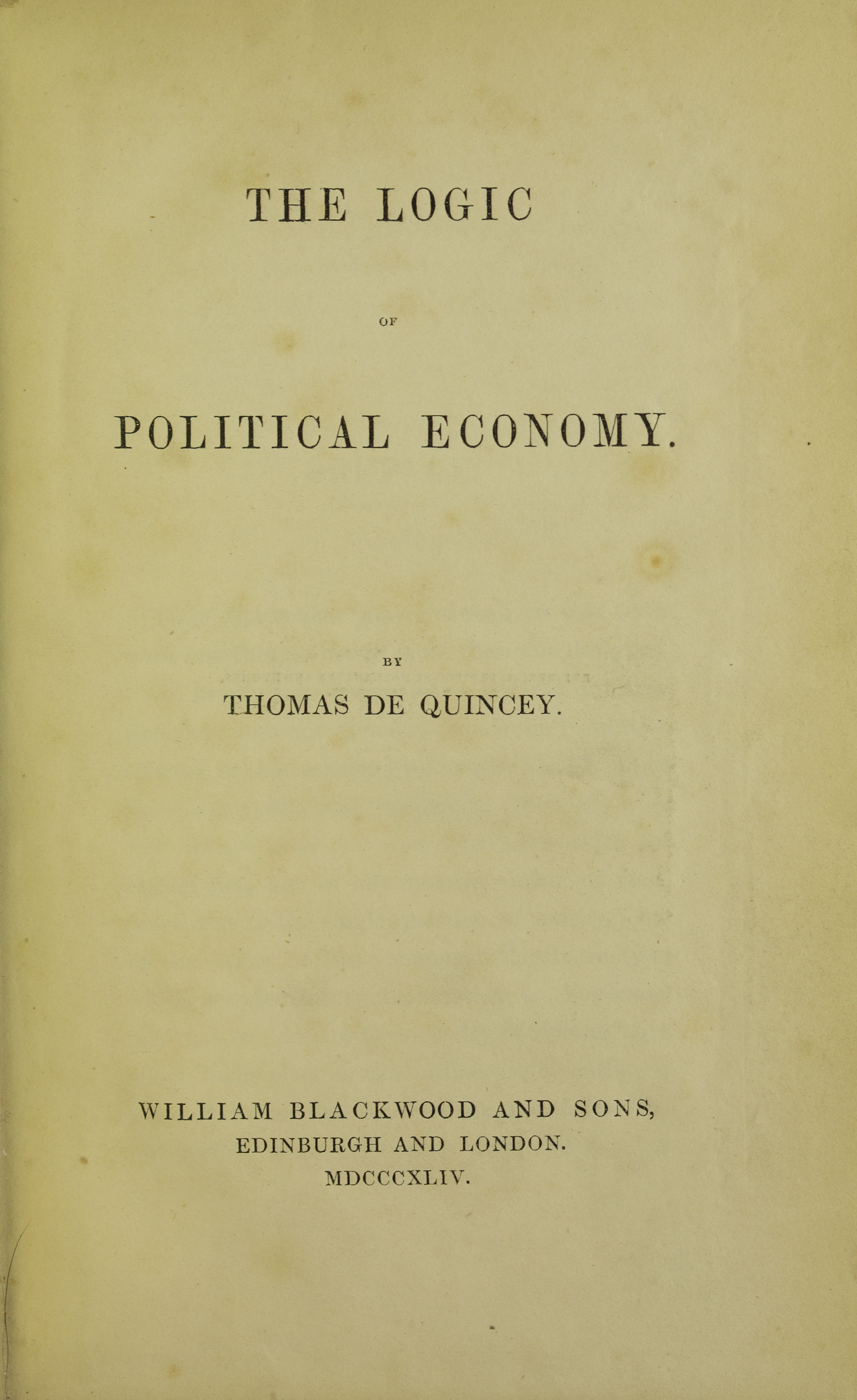
Logic of political economy, 1844

- Confessions of an English Opium Eater (1822)
  - En engelsk opieätares bekännelser: gifthelveten och artificiella paradis i England 1785-1859, översättning David Sprengel (Bonnier, 1926)
  - En engelsk opieätares bekännelser, översättning Leif Jäger (CKM, 2002)
- On the Knocking at the Gate in Macbeth (1823)
- Walladmor (1825)
- Murder Considered as One of the Fine Arts (1827)
  - Soldatnunnan och Om mordet som skön konst, översättning Majken Johansson (Rabén & Sjögren, 1966)
- Klosterheim, or The Masque (1832)
- Lake Reminscences (1834-1840)
- The Logic of the Political Economy (1844)
- Suspiria de Profundis (1845)
- Joan of Arc (1847)
- The English Mail Coach (1849)
- Autobiographical Sketches (1853)
- The Spanish military nun
  - Soldatnunnan och Om mordet som skön konst, översättning Majken Johansson (Rabén & Sjögren, 1966)

### Svensk urvalsvolym
- Suckar ur djupen, översättning Arthur Isfelt (Alastor Press, 2006)